# راسيل هنري تشيتندن
راسيل هنري تشيتندن (بالإنجليزية: Russell Henry Chittenden)‏ هو عالم كيمياء حيوية وكيميائي أمريكي، ولد في 18 فبراير 1856 في نيو هيفن في الولايات المتحدة، وتوفي بنفس المكان في 26 ديسمبر 1943.